# Emma Miloyo
Emma Miloyo est une architecte kényane. Elle est la première femme à la présidence de l'Association des architectes du Kenya.

## Biographie
Emma Miloyo est née et a grandi à Nairobi. Actuellement, elle est associée du cabinet d'architecture, Design Source basé à Nairobi. Elle est également membre du conseil d'administration de Konza Technology City (en). En 2015, elle devient vice-présidente de l'Association des architectes du Kenya. Miloyo veut inciter les jeunes femmes à voir l'architecture comme une option de carrière viable. Afin de soutenir les jeunes, elle donne de son temps pour aider les filles dans la pauvreté à aller à l'école par le biais de l'Ex-Bomarian Education Trust Fund.